# Zitadelle von Pamplona

Plan der Zitadelle

Die Zitadelle von Pamplona (Ciudadela de Pamplona; Castillo Nuevo; Baskische: Iruñeko Zitadela,) ist eine Renaissancebefestigungsanlage in Form eines Fünfecks in der Hauptstadt von Navarra, Pamplona, in Spanien. Die Zitadelle liegt am südöstlichen Rand der Innenstadt von Pamplona an der Avenida de Ejército. Die Zitadelle gilt als bestes Beispiel für die Militärarchitektur der spanischen Renaissance und als eine der bedeutendsten Wehranlagen in Europa.

## Geschichte
Die Zitadelle wurde ab 1571 unter der Regierung des Königs Philipp II. (Spanien) nach dem Vorbild der Zitadelle von Antwerpen errichtet und 1645 vollendet. 1685 wurde sie mit äußeren Lünetten nach dem System von Vauban verstärkt. Der Entwurf stammt von dem Militäringenieur Giacomo Palearo. Am 16. Februar 1808 wurde die Zitadelle von französischen Truppen angegriffen 1823 spielte die Zitadelle in den Auseinandersetzungen mit den Liberalen eine Rolle. Im Spanischen Bürgerkrieg fanden in der Zitadelle zahlreiche Erschießungen statt, an die eine 2007 aufgestellte Gedenktafel erinnert. Die militärische Nutzung endete 1964. Seither wird die Anlage als Park (Vuelta del Castillo) und zu kulturellen Zwecken genutzt.

## Anlage
Die pentagonale Anlage besitzt fünf Bastionen (San Antón, el Real, Santa María, Santiago und la Victoria), von denen die beiden nördlichen (San Antón und La Victoria) bei der Stadterweiterung 1888 überwiegend der Avenida de Ejército gewichen sind. Im Inneren befinden sich noch einige historische Gebäude, darunter das Pulvermagazin von 1694, ein weiteres, 1720 umgebautes Magazin, der Waffensaal von 1725.

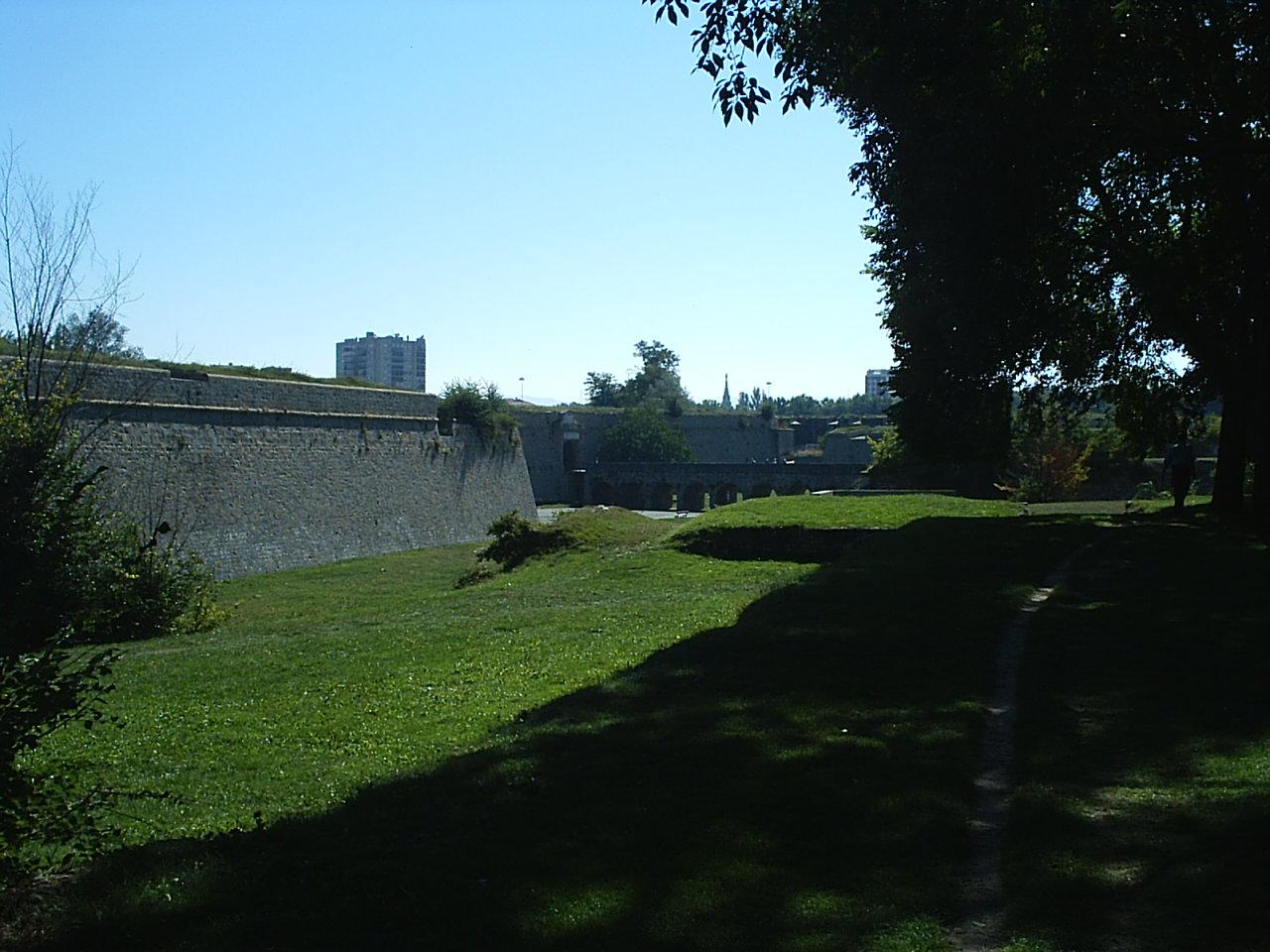
Ansicht von außen
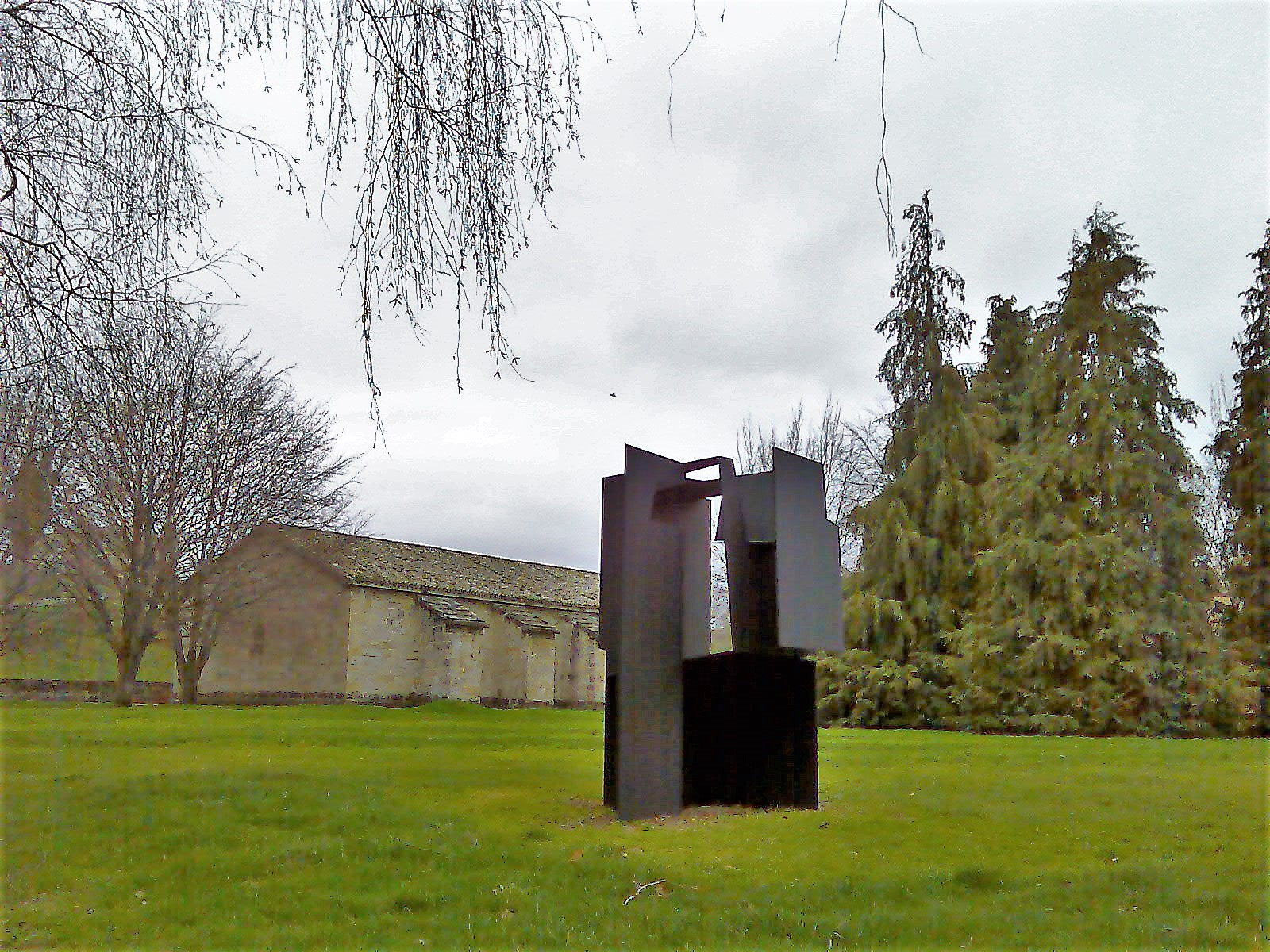
Inneres der Zitadelle
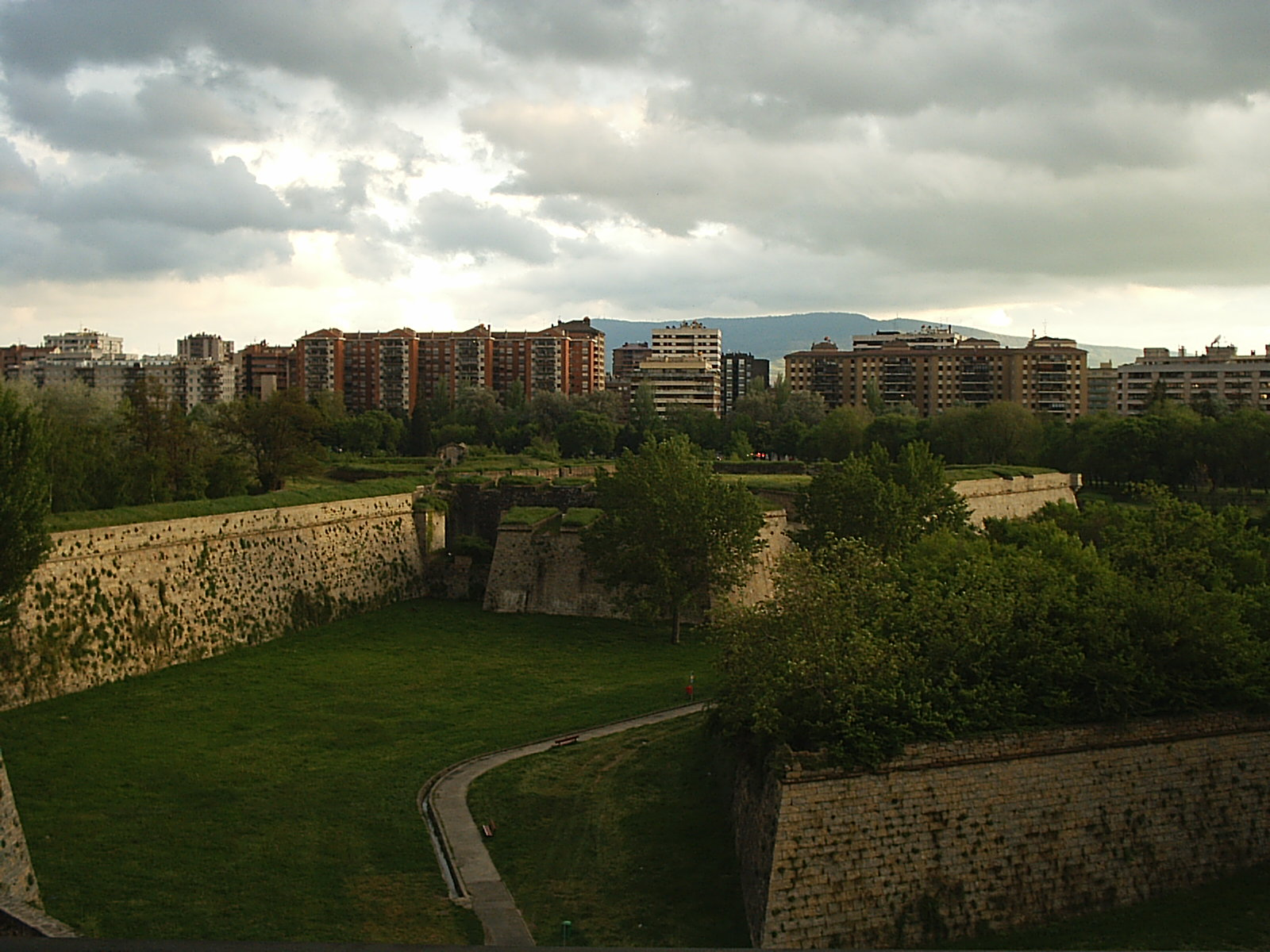
Bastion Santiago
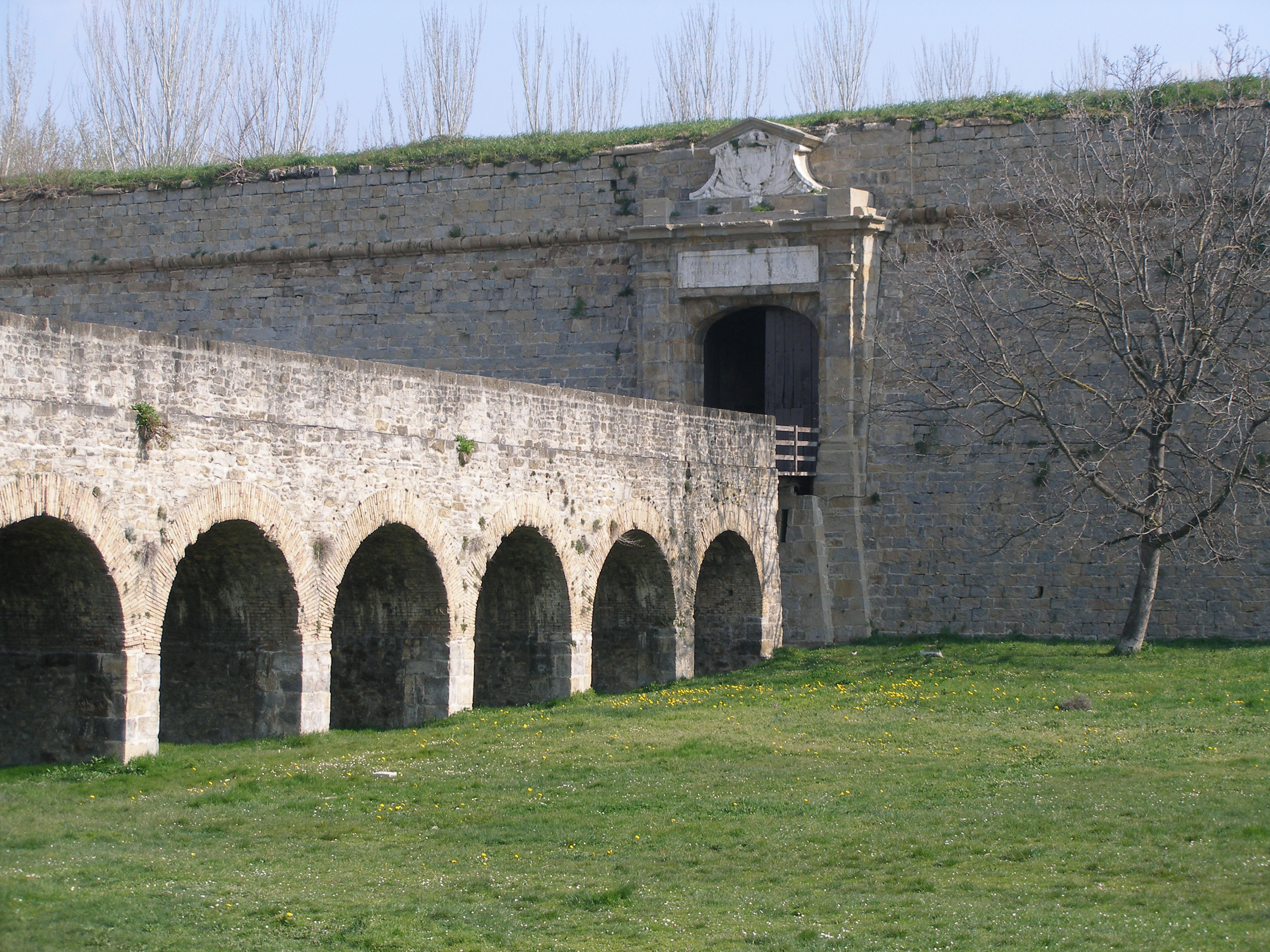
Die Puerta del Socorro
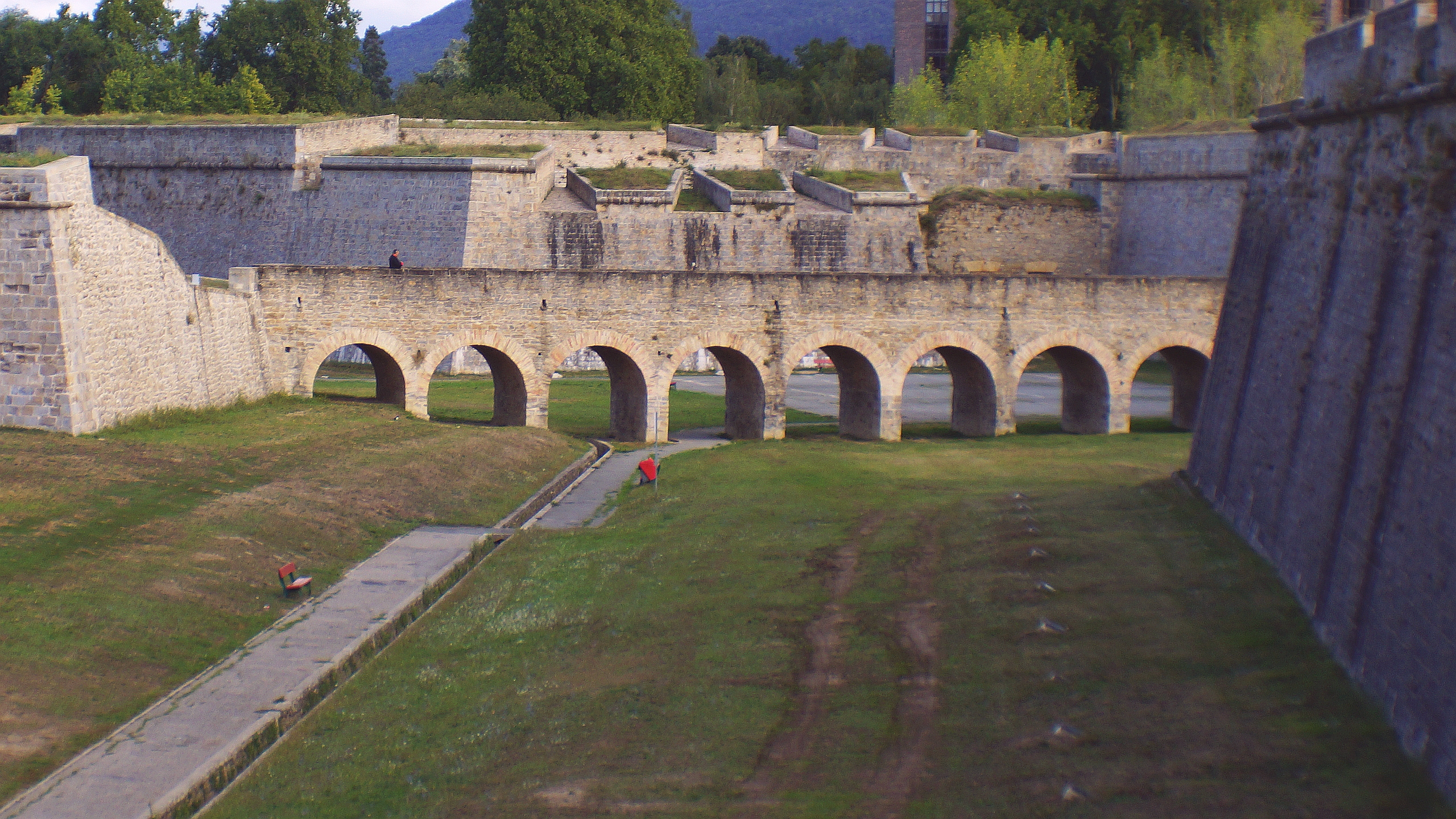
Zitadelle (Südwest) nahe Puerta del Socorro (2017)